# Vágar község
Vágar község (feröeriül: Vága kommuna) egy község Feröeren. Vágar keleti részén fekszik. A Føroya Kommunufelag önkormányzati szövetség tagja.

## Történelem
2009. január 1-jén jött létre Miðvágur község és Sandavágur község összeolvadásával.

## Önkormányzat és közigazgatás

### Települések
| Település  | Népesség | Mióta a község része | Előző község      | Megjegyzés         |
| ---------- | -------- | -------------------- | ----------------- | ------------------ |
| Miðvágur   | 1130     | 2009. január 1.      | Miðvágur község   | A község székhelye |
| Sandavágur | 957      | 2009. január 1.      | Sandavágur község |                    |
| Vatnsoyrar | 44       | 2009. január 1.      | Miðvágur község   |                    |

### Polgármesterek
- Albert Ellefsen (2009–)[3][4]

### Külső hivatkozások
- Hivatalos honlap (feröeri)